# Hartsburg (Misuri)
Hartsburg es un pueblo ubicado en el condado de Boone en el estado estadounidense de Misuri. En el Censo de 2010 tenía una población de 103 habitantes y una densidad poblacional de 186,71 personas por km².

## Geografía
Hartsburg se encuentra ubicado en las coordenadas 38°41′50″N 92°18′26″O / 38.69722, -92.30722. Según la Oficina del Censo de los Estados Unidos, Hartsburg tiene una superficie total de 0.55 km², de la cual 0.55 km² corresponden a tierra firme y (0%) 0 km² es agua.

## Demografía
Según el censo de 2010, había 103 personas residiendo en Hartsburg. La densidad de población era de 186,71 hab./km². De los 103 habitantes, Hartsburg estaba compuesto por el 94.17% blancos, el 2.91% eran afroamericanos, el 0.97% eran amerindios, el 0.97% eran asiáticos, el 0% eran isleños del Pacífico, el 0% eran de otras razas y el 0.97% pertenecían a dos o más razas. Del total de la población el 1.94% eran hispanos o latinos de cualquier raza.